# Kolumbia hadereje
Kolumbia hadereje a szárazföldi erőkből, a légierőből és a haditengerészetből áll.

## Fegyveres erők létszáma
- Aktív: 158 000 fő
- Szolgálati idő a sorozottaknak: 18 hónap
- Tartalékos: 60 700 fő

## Szárazföldi erők
Létszám
136 000 fő
Állomány
- 6 gépesített dandár
- 2 légi szállítású dandár
- 9 gyalog dandár
- 1 tüzér osztály
- 3 mozgékony dandár
- 2 kiképző dandár
- 1 repülő dandár
- 1 narko-elleni dandár

Felszerelés
- 12 db közepes harckocsi (M3A1)
- 140 db felderítő harcjármű
- 140 db páncélozott szállító jármű (BTR–80 Caribe)
- 86 db vontatásos tüzérségi löveg
- 100 db helikopter

## Légierő
Létszám
7000 fő
Állomány
- 2 közvetlen támogató század
- 2 egyéb feladatú század
- 2 harci helikopteres század

Felszerelés
- 58 db harci repülőgép (Mirage 5, Kfir)
- 23 db szállító repülőgép
- 5 db felderítő repülőgép
- 23 db harci helikopter
- 23 db szállító helikopter

## Haditengerészet
Létszám
15 000 fő
Hadihajók
- 1 db tengeralattjáró
- 38 db vegyes feladatú hajó

Haditengerészeti légierő
- 8 db harci repülőgép
- 6 db helikopter

Tengerészgyalogság
- 2 dandár